# Zvi Segal
Zvi Segal (en hebreo: צבי סגל‎), (1901 - 23 de septiembre de 1965) fue un activista sionista revisionista y signatario de la Declaración de Independencia de Israel.
Miembro del Irgun, Segal fue deportado a Eritrea por los británicos durante la era del Mandato. Se desempeñó como vicepresidente del movimiento revisionista desde 1940 hasta 1948, cuando firmó la Declaración de Independencia de Israel. Inmediatamente fue cooptado en el Consejo de Estado Provisional y se sentó en el comité de finanzas; sin embargo, después de que Menachem Begin fundara el movimiento rival Herut, Segal dejó la política y se dedicó al negocio inmobiliario.